# Manley-O.-Hudson-Medaille
Die Manley-O.-Hudson-Medaille ist eine von der Amerikanischen Gesellschaft für internationales Recht (ASIL) in Erinnerung an das Lebenswerk des Namensgebers Manley Ottmer Hudson verliehene Auszeichnung, mit der „herausragende Beiträge, vergleichbar mit denen von Richter Hudson selbst, und nachgewiesen durch ausgezeichnete wissenschaftliche Leistungen und Erfolge im Bereich des internationalen Rechts sowie in der Förderung des Aufbaus und der Erhaltung internationaler Beziehungen auf der Basis von Recht und Gerechtigkeit“ einer amerikanischen oder ausländischen Persönlichkeit gewürdigt werden sollen.
Sie wurde 1956 anlässlich des 50-jährigen Bestehens der ASIL erstmals vergeben und gilt als höchste Ehrung der Gesellschaft. Gestiftet wurde die Medaille im Rahmen einer Schenkung von Wertpapieren im Wert von 5350 US-Dollar an die Gesellschaft durch den in Manhattan ansässigen Rechtsanwalt Ralph G. Albrecht, der nach dem Ende des Zweiten Weltkrieges der amerikanischen Anklagevertretung beim Nürnberger Prozess gegen die Hauptkriegsverbrecher angehört hatte. Die Verleihung erfolgte zunächst ohne festen Turnus und oft in mehrjährigen Abständen, seit 1995 wird jährlich ein Empfänger ausgezeichnet.
Von den 38 mit der Manley-O.-Hudson-Medaille ausgezeichneten Personen (Stand 2018) fungierten zehn als Richter am Internationalen Gerichtshof in Den Haag, davon fünf als Präsident des Gerichts. Dreizehn Empfänger der Medaille haben als Präsident der ASIL gewirkt. Rund ein Drittel der Preisträger kommen aus dem Ausland, darunter je vier aus Großbritannien und aus Frankreich sowie je einer aus Ägypten, Australien, Belgien, Deutschland, Israel, der Schweiz und Uruguay. Viermal wurde die Medaille bisher an Frauen verliehen.

## Preisträger
- 1956: Manley Ottmer Hudson
- 1959: Arnold Duncan McNair
- 1964: Philip Jessup
- 1966: Charles De Visscher
- 1970: Paul Guggenheim
- 1976: Myres Smith McDougal
- 1978: Eduardo Jiménez de Aréchaga
- 1981: Oscar Schachter, Richard Reeve Baxter (postum)
- 1982: Hardy Cross Dillard
- 1984: Suzanne Bastid
- 1985: Marjorie Millace Whiteman
- 1986: Leo Gross
- 1993: Robert Yewdall Jennings
- 1995: Louis Henkin
- 1996: Louis Bruno Sohn
- 1997: John Reese Stevenson
- 1998: Rosalyn Higgins
- 1999: Shabtai Rosenne
- 2000: Stephen Myron Schwebel
- 2001: Prosper Weil
- 2002: Thomas Buergenthal
- 2003: Thomas M. Franck
- 2004: W. Michael Reisman
- 2005: Elihu Lauterpacht
- 2006: Theodor Meron
- 2007: Andreas Lowenfeld
- 2008: John H. Jackson
- 2009: Charles N. Brower
- 2010: Edith Brown Weiss
- 2011: Eric Stein
- 2012: James Crawford
- 2013: Bruno Simma
- 2014: Alain Pellet
- 2015: Pierre-Marie Dupuy
- 2016: Richard B. Bilder
- 2017: Georges Abi-Saab
- 2018: Peter Trooboff
- 2019: Stephen G. Breyer
- 2020: Rüdiger Wolfrum
- 2021: Bernard H. Oxman
- 2022: Lori Fisler Damrosch
- 2023: Antony Anghie
- 2024: José Enrique Alvarez
- 2025: Joseph H. H. Weiler[1]